# Over-the-air (programování)
Over-the-air (zkratka OTA) je označení pro bezdrátovou distribuci nebo aktualizaci software v různých zařízeních, jako jsou mobilní telefony, set-top boxy, elektrická auta a podobně. 

## Charakteristika
Hlavní výhodou OTA je možnost distribuovat z jediného místa a zajistit jeho instalaci na cílové zařízení bez toho, aby mohl uživatel do celého procesu nějak zasahovat (uživatel může například pouze OTA aktualizaci dočasně odmítnout).